# Sorrow (The 3rd and the Mortal)
Sorrow è la prima uscita ufficiale del gruppo norvegese The 3rd and the Mortal. Pubblicato da Voices of Wonder nel 1994, è considerato da molti come uno tra i primi dischi ad aver  dato vita al Gothic metal europeo con voce femminile. Sorrow è inoltre, assieme a Bergtatt dei conterranei Ulver, uno dei primi dischi metal ad aver usufruito di inseriti folk di tradizione scandinava.

## Tracce
1. Grevinnens Bønn – 6:11 (Rueslåtten, Holthe, Nilssen, Engum, Rundberget, Hoemsnes)
2. Sorrow – 2:17 (Rueslåtten, Holthe, Nilssen, Engum, Rundberget, Hoemsnes)
3. Ring of Fire – 3:52 (Rueslåtten, Holthe, Nilssen, Engum, Rundberget, Hoemsnes)
4. Silently I Surrounder – 8:01 (Rueslåtten, Holthe, Nilssen, Engum, Rundberget, Hoemsnes)

## Formazione
- Kari Rueslåtten - voce
- Finn Olav Holthe - chitarra
- Geir Nilssen - chitarra elettrica ed acustica
- Trond Engum - chitarra
- Bernt Rundberget - basso
- Rune Hoemsnes - batteria